# Lac Manzanita
Pour les articles homonymes, voir Manzanita.
Le lac Manzanita (en anglais : Manzanita Lake) est un lac américain dans le comté de Shasta, en Californie. Il est situé à 1 787 mètres d'altitude au sein du parc national volcanique de Lassen.